# Record d'Europe de natation messieurs du 100 mètres dos

## Bassin de 50 mètres
| Temps                                                                                              | Athlète                 | Naissance | Âge | Nationalité          | Compétition                     | Lieu         | Date              |
| -------------------------------------------------------------------------------------------------- | ----------------------- | --------- | --- | -------------------- | ------------------------------- | ------------ | ----------------- |
| 1 min 05 s 2                                                                                       | Georges Vallerey        | 1927      | 19  | France               |                                 | Marseille    | 18 septembre 1946 |
| 1 min 04 s 9                                                                                       | Georges Vallerey        | 1927      | 22  | France               |                                 | Casablanca   | 26 juillet 1949   |
| 1 min 02 s 2                                                                                       | Robert Christophe       |           |     | France               |                                 | Paris        | 4 décembre 1956   |
| .....                                                                                              |                         |           |     |                      |                                 |              |                   |
| 1 min 01 s 9                                                                                       | Dino Rora               |           |     | Italie               |                                 | Split        | 30 août 1963      |
| 1 min 01 s 0                                                                                       | Ernst-Joachim Küppers   |           |     | Allemagne de l'Ouest |                                 | Berlin-Ouest | 16 août 1964      |
| 1 min 00 s 8                                                                                       | Ernst-Joachim Küppers   |           |     | Allemagne de l'Ouest |                                 | Dortmund     | 29 août 1964      |
| 59 s 8                                                                                             | Roland Matthes          | 1950      | 16  | Allemagne de l'Est   |                                 | Magdebourg   | 23 avril 1967     |
| 58 s 4                                                                                             | Roland Matthes          | 1950      | 17  | Allemagne de l'Est   |                                 | Leipzig      | 21 septembre 1967 |
| 58 s                                                                                               | Roland Matthes          | 1950      | 17  | Allemagne de l'Est   | Jeux olympiques (rf)            | Mexico       | 26 octobre 1968   |
| 57 s 8                                                                                             | Roland Matthes          | 1950      | 18  | Allemagne de l'Est   |                                 | Wurtzbourg   | 23 août 1969      |
| 57 s 8                                                                                             | Roland Matthes          | 1950      | 19  | Allemagne de l'Est   |                                 | Novossibirsk | 15 avril 1970     |
| 56 s 9                                                                                             | Roland Matthes          | 1950      | 19  | Allemagne de l'Est   | Championnats d'Europe (rf)      | Barcelone    | 8 septembre 1970  |
| 56 s 7                                                                                             | Roland Matthes          | 1950      | 20  | Allemagne de l'Est   |                                 | Leipzig      | 4 septembre 1971  |
| 56 s 6                                                                                             | Roland Matthes          | 1950      | 21  | Allemagne de l'Est   |                                 | Moscou       | 8 avril 1972      |
| 56 s 3                                                                                             | Roland Matthes          | 1950      | 21  | Allemagne de l'Est   |                                 | Moscou       | 9 avril 1972      |
| Chronométrage au 1/100 de seconde                                                                  |                         |           |     |                      |                                 |              |                   |
| 56 s 30                                                                                            | Roland Matthes          | 1950      | 21  | Allemagne de l'Est   | Jeux olympiques (rf)            | Munich       | 4 septembre 1972  |
| 56 s 21                                                                                            | Dirk Richter            | 1964      | 18  | Allemagne de l'Est   |                                 | Hambourg     | 21 mars 1982      |
| 56 s 19                                                                                            | Dirk Richter            | 1964      | 18  | Allemagne de l'Est   | Championnats du monde (s)       | Guayaquil    | 6 août 1982       |
| 55 s 95                                                                                            | Dirk Richter            | 1964      | 18  | Allemagne de l'Est   | Championnats du monde (f)       | Guayaquil    | 6 août 1982       |
| 55 s 94                                                                                            | Dirk Richter            | 1964      | 20  | Allemagne de l'Est   |                                 | Moscou       | 18 février 1984   |
| 55 s 45                                                                                            | Dirk Richter            | 1964      | 20  | Allemagne de l'Est   |                                 | Magdebourg   | 26 mai 1984       |
| 55 s 35                                                                                            | Dirk Richter            | 1964      | 20  | Allemagne de l'Est   |                                 | Magdebourg   | 27 mai 1984       |
| 55 s 24                                                                                            | Igor Polyansky          | 1967      | 18  | Union soviétique     | Championnats d'Europe (f)       | Sofia        | 10 août 1985      |
| 55 s 17                                                                                            | Igor Polyansky          | 1967      | 21  | Union soviétique     |                                 | Tallinn      | 15 mars 1988      |
| 55 s 16                                                                                            | Igor Polyansky          | 1967      | 21  | Union soviétique     |                                 | Tallinn      | 16 mars 1988      |
| 55 s 00                                                                                            | Igor Polyansky          | 1967      | 21  | Union soviétique     |                                 | Moscou       | 16 juillet 1988   |
| Nouveau règlement : à partir du 3 mars 1991, le toucher du mur avec la main n'est plus obligatoire |                         |           |     |                      |                                 |              |                   |
| 54 s 67                                                                                            | Martin López-Zubero     | 1969      | 22  | Espagne              |                                 | Tuscaloosa   | 23 novembre 1991  |
| 54 s 43                                                                                            | Stev Theloke            | 1978      | 20  | Allemagne            | Goodwill Games                  | New York     | 29 juillet 1998   |
| 54 s 42                                                                                            | Stev Theloke            | 1978      | 24  | Allemagne            | Championnats d'Europe (f)       | Berlin       | 30 juillet 2002   |
| 53 s 92                                                                                            | Arkadi Viatchanine      | 1984      | 19  | Russie               | Championnats du monde(f)        | Barcelone    | 22 juillet 2003   |
| 53 s 46                                                                                            | Helge Meeuw             | 1984      | 22  | Allemagne            | Championnats d'Allemagne (r)    | Berlin       | 25 juin 2006      |
| 53 s 46                                                                                            | Liam Tancock            | 1985      | 22  | Royaume-Uni          | Open du Japon                   | Chiba        | 22 août 2007      |
| 53 s 10                                                                                            | Helge Meeuw             | 1984      | 24  | Allemagne            | Championnats d'Allemagne        | Berlin       | 19 avril 2008     |
| 53 s 06                                                                                            | Arkadi Viatchanine      | 1984      | 24  | Russie               | Jeux olympiques (d)             | Pékin        | 11 août 2008      |
| 52 s 93                                                                                            | Aschwin Wildeboer Faber | 1986      | 23  | Espagne              | Championnats d'Espagne 2009 (f) | Malaga       | 5 avril 2009      |
| 52 s 87                                                                                            | Aschwin Wildeboer Faber | 1986      | 23  | Espagne              | Jeux méditerranéens (f)         | Pescara      | 30 juin 2009      |
| 52 s 38 RM                                                                                         | Aschwin Wildeboer Faber | 1986      | 23  | Espagne              | Jeux méditerranéens (rf)        | Pescara      | 1er juillet 2009  |
| 52 s 27                                                                                            | Helge Meeuw             | 1984      | 25  | Allemagne            | Championnats du monde (rf)      | Rome         | 2 août 2009       |
| 52 s 11                                                                                            | Camille Lacourt         | 1985      | 25  | France               | Championnats d'Europe (f)       | Budapest     | 10 août 2010      |
| 51 s 98                                                                                            | Evgeny Rylov            | 1996      | 24  | Russie               | Jeux Olympiques (f)             | Tokyo        | 27 juillet 2021   |
| 51 S 60                                                                                            | Thomas Ceccon           | 2001      | 21  | Italie               | Championnats du monde (f)       | Budapest     | 20 juin 2022      |

## Bassin de 25 mètres
| Temps      | Athlète                             | Naissance | Âge   | Nationalité | Compétition                   | Lieu              | Date             |
| ---------- | ----------------------------------- | --------- | ----- | ----------- | ----------------------------- | ----------------- | ---------------- |
| 50 s 58    | Thomas Rupprath                     | 1977      | 25    | Allemagne   |                               | Melbourne         | 8 décembre 2002  |
| 50 s 14    | Liam Tancock                        | 1985      | 23    | Royaume-Uni | Championnats du monde (f)     | Melbourne         | 10 avril 2008    |
| 49 s 66    | Aschwin Wildeboer Faber             | 1986      | 22    | Espagne     | Championnats d'Europe (d)     | Rijeka            | 13 décembre 2008 |
| 49 s 32 RM | Stanislav Donets                    | 1983      | 25    | Russie      | Championnats d'Europe (f)     | Rijeka            | 14 décembre 2008 |
| 49 s 20 RM | Aschwin Wildeboer Faber             | 1986      | 22    | Espagne     | Championnats d'Espagne (r)    | Madrid            | 21 décembre 2008 |
| 49 s 17 RM | Arkadi Viatchanine                  | 1984      | 25    | Russie      | Championnats d'Europe (d)     | Istanbul          | 12 décembre 2009 |
| 48 s 97 RM | Arkadi Viatchanine Stanislav Donets | 1984 1983 | 25 26 | Russie      | Championnats d'Europe (f)     | Istanbul          | 13 décembre 2009 |
| 48 s 95    | Stanislav Donets                    | 1983      | 27    | Russie      | Championnats du monde (rf)    | Dubaï             | 19 décembre 2010 |
| 48 s 90 RM | Kliment Kolesnikov                  | 2000      | 17    | Russie      | Vladimir Salnikov Cup         | Saint-Pétersbourg | 22 décembre 2017 |
| 48 s 58 RM | Kliment Kolesnikov                  | 2000      | 20    | Russie      | International Swimming League | Budapest          | 21 novembre 2020 |